# Ace Nells
Nelson Elísio Célio Nhachugue (Maputo, 14 de dezembro de 1986) mais conhecido como Ace Nells, é um cantor e apresentador moçambicano.
Em 2005, Ace Nells foi o vencendor do reality show musical "Fama Show".

## Discografia
- Histórias de 918 (2010)[2]